# Église de la Nativité-de-la-Sainte-Vierge de Coyolles
L'église de la Nativité-de-la-Sainte-Vierge est une église située à Coyolles, dans le département de l'Aisne, en France.

## Description
Dans l'édifice on remarque plusieurs tombes celle des anciennes seigneurs et curées de Coyolles.

## Localisation
L'église est située sur la commune de Coyolles, dans le département de l'Aisne.

## Historique
L'église fu fondée au XIIe siècle.
Inscrite à l'Inventaire général du patrimoine culturel depuis 1985.